# Championnat de Suisse de football 1909-1910
Navigation
Édition précédente Édition suivante
La 13e édition du championnat de Suisse de football est remportée par le BSC Young Boys.
Le Servette FC termine vice-champion. Le FC Aarau complète le podium. 
Le championnat est divisé en trois groupes régionaux. Quatre nouvelles équipes intègrent ce championnat qui oppose désormais 19 clubs : le FC Baden, le FC Lucerne, l'Étoile La Chaux-de-Fonds et le Stella Fribourg.  Les premiers de chaque groupe sont qualifiés pour la phase finale décidant du champion. Aucun club n'est promu ni relégué à l'issue de ce championnat.

## Les clubs de l'édition 1909-1910
| Club                     | Ville             |
| ------------------------ | ----------------- |
| BSC Old Boys             | Bâle              |
| BSC Young Boys           | Berne             |
| Cantonal Neuchâtel       | Neuchâtel         |
| Étoile La Chaux-de-Fonds | La Chaux-de-Fonds |
| FC Aarau                 | Aarau             |
| FC Baden                 | Baden             |
| FC Bâle                  | Bâle              |
| FC Berne                 | Berne             |
| FC Biel-Bienne           | Bienne            |
| FC La Chaux-de-Fonds     | La Chaux-de-Fonds |
| FC Lucerne               | Lucerne           |
| FC Saint-Gall            | Saint-Gall        |
| FC Stella Fribourg       | Fribourg          |
| FC Winterthur            | Winterthour       |
| FC Zurich                | Zurich            |
| Grasshopper-Club Zurich  | Zurich            |
| Montriond Lausanne       | Lausanne          |
| Servette FC              | Genève            |
| Young Fellows Zurich     | Zurich            |

## Compétition

### Classements
Le classement est établi sur le barème de points classique (victoire à 2 points, match nul à 1, défaite à 0).

#### Groupe Ouest
| Rang | Équipe                   | Pts | J  | G | N | P | Bp | Bc | Diff |
| ---- | ------------------------ | --- | -- | - | - | - | -- | -- | ---- |
| 1    | Servette FC              | 17  | 10 | 8 | 1 | 1 | 45 | 12 | +33  |
| 2    | Stella Fribourg          | 9   | 10 | 3 | 3 | 4 | 36 | 35 | +1   |
| -    | FC La Chaux-de-Fonds     | 9   | 10 | 3 | 3 | 4 | 30 | 34 | -4   |
| -    | Étoile La Chaux-de-Fonds | 9   | 10 | 3 | 3 | 4 | 29 | 39 | -10  |
| -    | Montriond Lausanne       | 9   | 10 | 3 | 3 | 4 | 20 | 33 | -13  |
| 6    | Cantonal Neuchâtel       | 7   | 10 | 3 | 1 | 6 | 23 | 30 | -7   |

|  | Qualification pour la phase finale |

#### Groupe Centre
| Rang | Équipe         | Pts | J  | G | N | P | Bp | Bc | Diff |
| ---- | -------------- | --- | -- | - | - | - | -- | -- | ---- |
| 1    | BSC Young Boys | 13  | 10 | 6 | 1 | 3 | 38 | 18 | +20  |
| 2    | BSC Old Boys   | 11  | 10 | 4 | 3 | 3 | 26 | 23 | +3   |
| -    | FC Berne       | 11  | 10 | 4 | 3 | 3 | 22 | 20 | +2   |
| 4    | FC Biel        | 10  | 10 | 4 | 2 | 4 | 27 | 23 | +4   |
| -    | FC Bâle        | 10  | 10 | 4 | 2 | 4 | 24 | 24 | 0    |
| 6    | FC Lucerne     | 5   | 10 | 2 | 1 | 7 | 15 | 44 | -29  |

|  | Qualification pour la phase finale |

#### Groupe Est
Le Grasshopper-Club Zurich n'a pas joué la phase des matchs retour.
| Rang | Équipe                  | Pts | J  | G | N | P | Bp | Bc | Diff |
| ---- | ----------------------- | --- | -- | - | - | - | -- | -- | ---- |
| 1    | FC Aarau                | 20  | 11 | 9 | 2 | 0 | 40 | 7  | +33  |
| 2    | FC Winterthur           | 16  | 11 | 7 | 2 | 2 | 26 | 14 | +12  |
| 3    | FC Zurich               | 14  | 11 | 6 | 2 | 3 | 32 | 23 | +9   |
| 4    | FC Saint-Gall           | 10  | 11 | 5 | 0 | 6 | 18 | 21 | -3   |
| 5    | Young Fellows Zurich    | 8   | 11 | 4 | 0 | 7 | 30 | 30 | 0    |
| 6    | FC Baden                | 4   | 11 | 2 | 0 | 9 | 18 | 43 | -25  |
| 7    | Grasshopper-Club Zurich | 0   | 6  | 0 | 0 | 6 | 2  | 28 | -26  |

|  | Qualification pour la phase finale |

#### Phase finale
Matchs
| Équipe 1       | Résultat | Équipe 2    | Date         | Lieu     |
| -------------- | -------- | ----------- | ------------ | -------- |
| Servette FC    | 3 - 1    | FC Aarau    | 5 juin 1910  | Berne    |
| BSC Young Boys | 3 - 1    | FC Aarau    | 12 juin 1910 | Lausanne |
| BSC Young Boys | 2 - 1    | Servette FC | 26 juin 1910 | Lausanne |

Classement
| Rang | Équipe         | Pts | J | G | N | P | Bp | Bc | Diff |
| ---- | -------------- | --- | - | - | - | - | -- | -- | ---- |
| 1    | BSC Young Boys | 4   | 2 | 2 | 0 | 0 | 5  | 2  | +3   |
| 2    | Servette FC    | 2   | 2 | 1 | 0 | 1 | 4  | 3  | +1   |
| 3    | FC Aarau       | 2   | 2 | 0 | 0 | 2 | 2  | 6  | -4   |

|  | Champion de Suisse |

## Bilan de la saison
| Tableau d'Honneur                 |                |
| Compétition                       | Vainqueur      |
| Championnat de Suisse de football | BSC Young Boys |
| Coupe de Suisse de football       | BSC Young Boys |

| Promotions et relégations |       |
| Promus                    | Aucun |
| Relégués                  | Aucun |